# Кунеда
Кунеда (валл. Cunedda ap Edern, лат. Cunetacius, англ. Kenneth; ок. 390, Гододин — ок. 460 или 441), также известный как Кунеда Вледиг (валл. Wledig) — вождь племени вотадинов, основатель королевства Гвинед. Кунеда является полулегендарной личностью, сведения о его жизни представлены в основном материалами литературного характера.

## Биография
Имя «Cunedda», по всей видимости, происходит от бриттского «counodagos» — «добрый вождь». Родиной его была область Манау Гододин, часть королевства Гододин на южном побережье залива Ферт-оф-Форт. Семья, из которой произошел Кунеда, была или римской фамилией, или родом весьма влиятельных федератов провинции Британия. Его дед известен из генеалогических списков под именем Падарн (Патернус) Алая Туника (валл. Padarn Beisrudd), что может указывать на его римское происхождение, равно как и прозвание самого Кунеды — Вледиг (от валлийского guledig — владыка), как правило, обозначавшее в построманской Британии правителя, имевшего римские корни. Так же в числе предков первого короля Гвинеда встречаются как минимум три имени латинского происхождения.
О деятельности Кунеды в северных королевствах известно немногое. В основном это данные поэмы под названием «Marwnad Cunedda», содержащейся в «Книге Талиесина», которая сообщает, что этот предводитель вотадинов участвовал в нескольких локальных конфликтах с Коэлем Старым и его королевством Севера: «дрожали замки в Кайр-Вейре и в Кайр-Ливелиде (Карлайл)».
Кустенин Фавр - был правителем северной части Уэльса. Отцом Кустенина был Магн Максим и его супруга Елена. Главным городом Константина был Кайр-Сегейнт (Сегонтиум). В это время началось интенсивное вторжение ирландцев в Уэльс. Кустенину, очевидно, не удалось справиться с натиском ирландлцев, а потому для обороны Уэльса с севера Британии были приглашены вотадины под предводительством Кунеды, который и стал основателем королевской династии Гвинеда. До правления Кустенина, на севере Уэльса, в крепости Нан-Конуи, что у реки Конуи, правила древняя династия. Её правитель Дилан Драус ап Мигнах Гор, видимо подчинялся Кустенину. Его наследником был его сын Мэлдав Хнаеф или Мэлдав Хинаф, чья дочь Медива сыла женой Кадваллона, внука Кунеты. Матерью Медивы была Таллуха, сестра Тристана
Следующий этап его биографии связывается с военной кампанией, направленной на вытеснение ирландских поселенцев из северного Уэльса. Как правило, этот процесс представляется как планомерное переселение значительной части племени вотадинов на территории, ранее занимаемые ордовиками, которые с начала IV века стали обживаться ирландцами. В связи с масштабностью данной операции, некоторые исследователи предполагают, что она могла быть частью общего плана по защите границ Британии, наряду с подобным же переселением англосаксов на Саксонский берег и в Нортумбрию. Чаще всего возможность реализации такого проекта связывается с именами либо британского императора Максима Магна, либо верховного короля бриттов Вортигерна, соответственно, поход Кунеды имел место в промежуток времени от 380 до 440 года — между пиком военной карьеры Максима Магна и моментом утраты власти Вортигерном, после измены саксонских союзников. Ненний в «Истории бриттов» подтверждает датировку похода вотадинов началом V века, и описывает его так:
…У бриттов, то есть в области Гвинед, царствовал великий король Майлгун, ибо его прадед, а именно Кунедаг со своими сыновьями, коих было у него восемь, передвинулся сюда с левой стороны, то есть из области, что называется Манау Гододин, и царствовал он за сто сорок лет до Майлгуна. Нанеся скоттам жесточайшее поражение, они изгнали их из этого края, и те никогда больше не возвратились, чтобы снова здесь поселиться.
Несмотря на сложности в датировке, вполне обоснованно можно говорить о вытеснении ирландского элемента практически со всей территории современного Гуинета к середине V века, за исключением областей Арвон, Ллин и острова Англси, которые были окончательно присоединены к Гвинеду его внуком Кадваллоном Лаухиром, а также о создании собственного королевства Кунеды с центром в Росе.
Значительное влияние, которое, по всей видимости, Кунеда имел среди северных бриттов, позволило ему заключить политически значимый брак с дочерью Коэля Старого — Гваул, от которой, согласно записям из «Харлеанских генеалогий», родились следующие сыновья:
…Вот имена сыновей Кунеды, было которых девять: Тибион, первенец, который умер в области Манау Гододин и не пришел сюда с остальными братьями. Мейрион, его сын, разделил владения среди его (Тибиона) братьев: Исфаэл, Ривон, Динод, Кередиг, Авлойг, Эйнион Ирт, Догвайл, Эдерн. И вот их владения: от реки, которая называется Диврдуи (валл. Dyfrdwy, Ди), до другой реки Тейви. И владели они многими областями на западе Британии.
Все сыновья участвовали в военных походах Кунеды, и после его смерти, и раздела завоеванных земель основали либо собственные королевства, как, например, Кередиг — Кередигион, либо суб-королевства Гвинеда, как Ривон — Ривониог (кантрев Ривониог), Динод — Динодинг, Авлойг — Афлогион, Догвайл — Догвейлинг (кантрев Диврин-Клуйд), Эдерн — Эдейрнион и Мейрион — Мейрионидд (будущий кантрев Мейрионид, затем графство Мерионетшир). Корону Гвинеда унаследовал Эйнион.